# Larry Davis
Larry Davis est un guitariste, batteur et chanteur de blues américain, né à Kansas City, Missouri, le 4 décembre 1936 et mort à Los Angeles, Californie, le 19 avril 1994.

## Discographie
- Angels in Houston (Rounder)
- Funny stuff (Rooster) 1982.
- I ain't begging nobody (Evidence) 1989.
- Sooner or later (Bullseye) 1993.
- Blues knights (Black & Blue)